# Edgar Madi
Edgar Amine Madi (ur. 23 marca 1956 w Bajt Miri) – libański duchowny maronicki pracujący w Brazylii, od 2006 biskup São Paulo.

## Życiorys
Święcenia kapłańskie przyjął 14 sierpnia 1983 i został inkardynowany do archieparchii bejruckiej. Był m.in. sekretarzem biskupim oraz prefektem i dyrektorem maronickiej szkoły w Bejrucie.
14 października 2006 został mianowany biskupem São Paulo. Sakrę otrzymał 26 listopada 2011.